# Dąbrówka (powiat słupski)
Dąbrówka (kaszb. Dãbrowka, niem. Damerkow) – stara wieś kaszubska w Polsce położona w województwie pomorskim, w powiecie słupskim, w gminie Damnica na Pobrzeżu Słowińskim. Wieś jest siedzibą sołectwa Dąbrówka, w którego skład wchodzi również miejscowość Wiszno.
W latach 1975–1998 miejscowość należała administracyjnie do województwa słupskiego.

## Nazwa
Nazwa, wzmiankowana po raz pierwszy w formie Damerkow w 1529, ma pochodzenie słowiańskie i charakter topograficzny. Wywodzi się od nazwy pospolitej dąbrówka „zarośla dębowe”. Niemiecka nazwa Damerkow jest adaptacją fonetyczną pierwotnej nazwy słowiańskiej.
Rada Języka Kaszubskiego proponuje kaszubską formę nazwy Dąbrówka.